# Пилёяха
Пилёяха (устар. Пылят-Яха) — река в России, протекает по Ямало-Ненецкому АО. Устье реки находится в 87 км по левому берегу реки Хадутейпур. Длина реки составляет 79 км.

## Притоки
- 20 км: Шатыяха (лв)
- 31 км: Чеапчакъяха (лв)
- 37 км: Ёртяяха (пр)
- 57 км: река без названия (пр)
- 63 км: Лимпыяхатиань (лв)

## Данные водного реестра
По данным государственного водного реестра России относится к Нижнеобскому бассейновому округу, водохозяйственный участок реки — Пур, речной подбассейн реки — подбассейн отсутствует. Речной бассейн реки — Пур.
Код объекта в государственном водном реестре — 15040000112115300058104.